# Anselmo Bislenghi
Anselmo Bislenghi (Sesto San Giovanni, 6 luglio 1926 – Sesto San Giovanni, febbraio 1984) è stato un calciatore italiano.
È il miglior realizzatore di sempre del Lecce, con 87 gol in 163 presenze.

## Caratteristiche tecniche
Aveva un fisico robusto ma era molto veloce, caratteristiche per cui fu soprannominato "il bisonte della C".

## Carriera
Nella stagione 1949-1950 gioca in Serie B con la Salernitana, segnando 6 gol in 14 gare. Il Lecce lo acquista nell'estate del 1950 per 2 milioni di lire. In cinque anni mette a segno 87 gol in 163 partite, diventando il giocatore più prolifico di tutti i tempi nella storia della società salentina. Nella stagione 1951-1952 si laurea capocannoniere della Serie C con 32 marcature in 34 partite, andando tra l'altro in gol in sette gare di fila, un record nella storia del club. Forma con il suo compagno di reparto Franco Cardinali la coppia più prolifica della storia del Lecce, dato che Cardinali è secondo nella classifica dei top-scorer con 66 gol all'attivo. Ha segnato 5 gol ai rivali del Bari (3-1 in casa e 2-1 in trasferta). Lasciata Lecce, ha giocato nel Siracusa.

## Statistiche

### Presenze e reti nei club
| Stagione           | Squadra            | Campionato         | Campionato | Campionato | Totale | Totale |
| Stagione           | Squadra            | Comp               | Pres       | Reti       | Pres   | Reti   |
| ------------------ | ------------------ | ------------------ | ---------- | ---------- | ------ | ------ |
| 1949-1950          | Salernitana        | B                  | 14         | 6          | 14     | 6      |
| Totale Salernitana | Totale Salernitana | Totale Salernitana | 14         | 6          | 14     | 6      |
| 1950-1951          | Lecce              | C                  | 36         | 18         | 36     | 18     |
| 1951-1952          | Lecce              | C                  | 34         | 32         | 34     | 32     |
| 1952-1953          | Lecce              | C                  | 32         | 17         | 32     | 17     |
| 1953-1954          | Lecce              | C                  | 33         | 14         | 33     | 14     |
| 1954-1955          | Lecce              | C                  | 28         | 6          | 28     | 6      |
| Totale Lecce       | Totale Lecce       | Totale Lecce       | 163        | 87         | 163    | 87     |
| 1955-1956          | Siracusa           | C                  | 14         | 2          | 14     | 2      |
| 1956-1957          | Siracusa           | C                  | 20         | 6          | 20     | 6      |
| Totale Siracusa    | Totale Siracusa    | Totale Siracusa    | 34         | 8          | 34     | 8      |
| Totale carriera    | Totale carriera    | Totale carriera    | 211        | 101        | 211    | 101    |